# Chapelle Sainte-Marie-Madeleine de Dingli
Pour les articles homonymes, voir Chapelle Sainte-Marie-Madeleine.

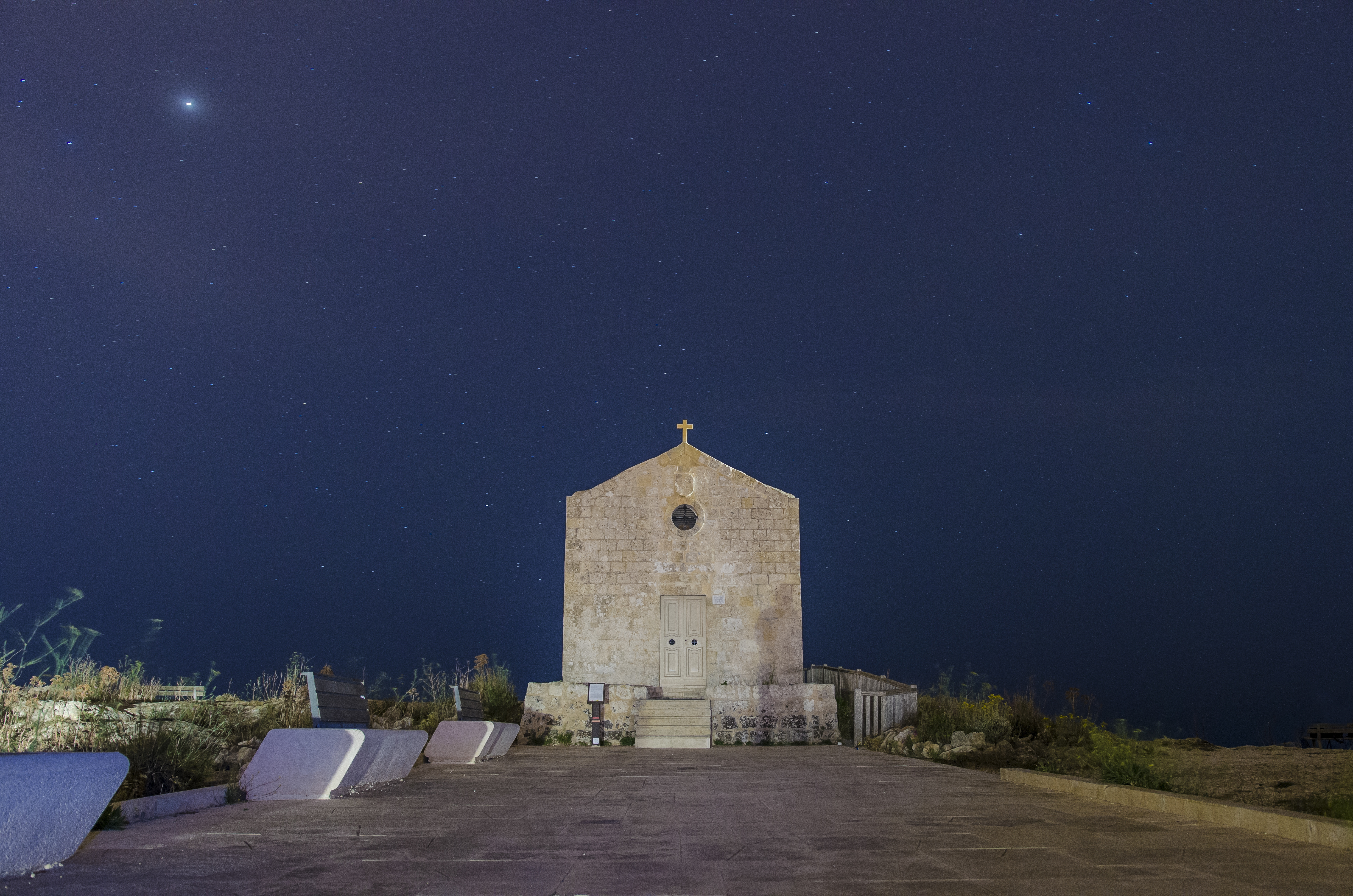
Chapelle Sainte-Marie-Madeleine

La chapelle Sainte-Marie-Madeleine est une chapelle catholique située dans la ville de Dingli, à Malte.

## Historique
Construite en 1640, la première messe eut lieu le 22 juillet, jour de la fête de sainte Marie-Madeleine.